# Барак-Эрез, Дафна
Дафна Бара́к-Э́рез (ивр. דפנה ברק-ארז‎; род. 2 января 1965 года, Соединённые Штаты Америки) — судья Верховного суда Израиля с мая 2012 года, профессор права, декан юридического факультета Тель-авивского университета с июля 2011 по март 2012 года.
Дафна Барак-Эрез родилась в США в 1965 году. С отличием окончила учёбу на первую степень на юридическом факультете Тель-Авивского университета в 1988 году. В 1991 году получила степень магистра права, а в 1993 году защитила докторскую диссертацию, получив степень доктора юридических наук.
Барак-Эрез являлась членом Совета по высшему образованию в Израиле. Среди научных интересов Дафны Барак-Эрез административное и конституционное права, приватизации, феминизм и история израильского права.
6 января 2012 года комиссия по назначению судей приняла решение назначить Дафну Барак-Эрез в Верховный суд. Барак-Эрез вступила в должность судьи Верховного суда Израиля 31 мая 2012 года.
Дафна Барак-Эрез замужем, имеет двоих детей. Муж — доктор Хен Эрез.

## Избранная библиография
- «Exploring Social Rights: Between Theory and Practice» — «Изучение социальных прав: Между теорией и практикой» — 2011 год
- «Outlawed pigs: law, religion, and culture in Israel» — University of Wisconsin Press — 2007
- «Human rights in private law» — «Права человека в частном праве» — Hart Publishing — 2003 год — в соавторстве с Даниэлем Фридманом.
- «Law and terrorism: theoretical and comparative perspectives» — «Право и терроризм: теоретические и практические перспективы» — Университет Торонто — 2007